# Carlos II Otón del Palatinado-Zweibrücken-Birkenfeld
Carlos II Otón del Palatinado-Zweibrücken-Birkenfeld (en alemán: Karl II. Otto; Birkenfeld, 5 de septiembre de 1625-Birkenfeld, 30 de marzo de 1671) fue Duque de Zweibrücken-Birkenfeld desde 1669 hasta 1671.

## Vida
Carlos Otón era el único hijo de Jorge Guillermo, Conde Palatino de Zweibrücken-Birkenfeld, y de Dorotea de Solms-Sonnenwalde (1586-1625). Sucedió a su padre en 1669. Carlos Otón murió en Birkenfeld el año 1671 y fue enterrado en Meisenheim. Después de su muerte, sus territorios pasaron a Cristián II del Palatinado-Zweibrücken-Birkenfeld.

## Matrimonio e hijos
Carlos Otón contrajo matrimonio con Margarita Hedwig de Hohenlohe-Neuenstein (1 de enero de 1625-24 de diciembre de 1676), hija del Conde Carlos VII, el 30 de noviembre de 1616 y tuvieron los siguientes hijos:
- Carlos Guillermo (22 de agosto de 1659-18 de abril de 1660).
- Carlota Sofía (14 de abril de 1662-14 de agosto de 1708).[1]
- Hedwig Eleanore (17 de agosto de 1663-12 de abril de 1721).